# Aeroportul Rio Branco
Aeroportul Rio Branco (IATA: RBR, ICAO: SBRB) este un aeroport din Acre, Brazilia ce deservește zona Rio Branco. Aeroportul a fost tranzitat în 2022 de 336.623 de pasageri. A fost numit după zona deservită.
Situat la o altitudine de 193 m, aeroportul dispune de 1 pistă. Este operat de Infraero⁠(d).

## Infrastructură

### Piste
Aeroportul dispune de o singură pistă. Pista 6/24 are suprafața de asfalt și dimensiunile 2.158 m × 45 m. 